# Tonton Marcel
Cet article concerne la bande dessinée de Régis Franc. Pour le personnage de bande dessinée calédonien, voir La Brousse en Folie.
Tonton Marcel est une série de bande dessinée humoristique de Régis Franc publiée entre 1981 et 1986 dans (A SUIVRE). Série régulière de la revue, dont elle était l'une des rares histoires courtes, Tonton Marcel s'inspire de ce que pourrait être la vie de Marcel Dassault une fois son groupe privatisé.

## Personnages
- Tonton Marcel : inspiré par Marcel Dassault, c'est un vieil homme « râleur (...), ricaneur (...), avare et bourré de préjugés (...) archétype du nouveau riche avare et inculte[1] ».
- Bénin : homme à tout faire de Marcel, profondément admiratif de son patron, à qui il sert surtout de souffre-douleur[2]. Dans la réalité, le bras droit de Marcel Dassault était Pierre Guillain de Bénouville , général en retraite, ancien résistant et partisan de l'Algérie Française . Bénin lui emprunte quelques traits physiques, comme sa calvitie et Régis Franc se gausse gentiment de l'hebdomadaire "Jours des Princes", qu'il dirige, allusion transparente à l'hebdomadaire "Jours de France", propriété du groupe Dassault-Bréguet
- La femme de Marcel : « Mégère » au comportement de nouveau riche, elle insupporte profondément son mari[3].

## Analyse
Bien qu'inspirée par Marcel Dassault, Tonton Marcel n'est pas une bande dessinée politique cherchant à dénoncer le système mais une bande dessinée d'humour à visée avant tout satirique. Ainsi, Franc s'inspire moins dans ses histoires de l'actualité immédiate (si ce n'est comme prétexte à gag) que d'autres milliardaires de bande dessinée, comme Oncle Picsou (pour l'avarice et le neveu inconséquent) ou Jiggs (pour l'impossibilité d'échapper à ses racines vulgaires).
Dans la plupart de ses bandes dessinées antérieures, Franc privilégiait la multiplicité des lectures et les références cultivées. Avec Tonton Marcel il propose une forme beaucoup plus classique : gaufrier régulier, absence de « références cachées en abyme », importance des mimiques des personnages. Cette série marque donc un tournant dans son travail.

## Publications

### Périodiques
- 51 récits courts dans (A SUIVRE), 1981-1986.
- Un ultime récit court en pour le dernier numéro de (A SUIVRE), 1997.

### Albums
- Casterman, coll. « Les Romans (A SUIVRE) » :

1. Tonton Marcel, capitaine d'industrie, 1983
2. Tonton Marcel, génie du siècle, 1985
3. Tonton Marcel, roi de l'opposition, 1986

### Documentation
- François-Xavier Burdeyron, « Tonton Marcel capitain d'industrie », dans Sophie Barets (dir.), L'Année de la bande dessinée 83-84, Temps futurs, 1983, p. 50.
- Patrick Gaumer, « Tonton Marcel », dans Dictionnaire mondial de la BD, Paris, Larousse, 2010 (ISBN 9782035843319), p. 856.
- Paul Gravett (dir.), « De 1970 à 1989 : Tonton Marcel », dans Les 1001 BD qu'il faut avoir lues dans sa vie, Flammarion, 2012 (ISBN 2081277735), p. 433.
- Jacques de Pierpont, « Tonton Marcel, génial et too much », Les Cahiers de la bande dessinée, no 57,‎ avril 1984, p. 30-32.
- Anita Van Belle, « Tonton Marcel se déguise », Les Cahiers de la bande dessinée, no 57,‎ avril 1984, p. 33-34.

### Lien web
- [BD oubliées] « Tonton Marcel à À suivre », sur bdoubliees.com (consulté le 6 avril 2017).